# هرادک (ناحیه فریدک-میستک)
هرادک (به چکی: Hrádek) یک منطقهٔ مسکونی در جمهوری چک است که در ناحیه فریدک-میستک واقع شده‌است. هرادک ۹٫۷۹ کیلومتر مربع مساحت و ۱٬۸۱۲ نفر جمعیت دارد و ۳۵۳ متر بالاتر از سطح دریا واقع شده‌است.